# Panther 21
Les Panther 21 étaient un groupe de 21 cadres dirigeants de la section new-yorkaise du Black Panther Party (BPP) qui furent arrêtés lors d'un raid le 2 avril 1969 et inculpés d'« association de malfaiteurs en vue de commettre des actes de terrorisme ». 13 d'entre eux furent finalement jugés à partir du 8 septembre 1970 , les poursuites étant abandonnées contre les autres, et tous furent acquittés le 13 mai 1971 . Ce procès suscita une vague de protestations et de mobilisation populaire contre la répression des Black Panthers, intensifiée dans le cadre du programme COINTELPRO du FBI. À la suite d'une lettre critique envers la direction du BPP, Huey Newton, dirigeant des Black Panthers, exclut les 21 Panthères du parti. Certains d'entre eux rejoignirent par la suite la Black Liberation Army (BLA).

## Les 21 Panthères
Parmi les 21 Panthères :
- Sundiata Acoli (né Clark Squire, analyste de système, alors « lieutenant de finance » du BPP), condamné à la perpétuité par la suite, toujours derrière les barreaux[3] ;
- Kuwasi Balagoon (né Donald Weems), décédé en prison en 1986 ;
- le secrétaire de la communication du BPP Rosemary Byrd (aka Joan Bird) [4] ;
- Robert Collier ;
- Richard Harris ;
- Ali Bey Hassan ;
- Walter Johnson;
- Jamal Joseph (en) ;
- Abayama Katara ;
- William King ;
- Kwando Kinshasha ;
- Alex McKeiver ;
- Sekou Odinga (né Nathanial Burns), arrêté dans les années 1980, libéré de prison le 27 novembre 2014 après 33 ans de détention
- Shaba Om ;
- le biochimiste Curtis Powell[5], travaillant comme chercheur sur le cancer, alors « capitaine de sécurité » du BPP[6] ;
- Afeni Shakur, la mère du rappeur Tupac Shakur ;
- Lumumba Shakur ;
- Michael Cetewayo Tabor[7] ;
- Dhoruba Bin Wahad (en), qui fut incarcéré de 1971 à 1990 pour une autre affaire avant de voir sa sentence annulée.

## Le procès
Le 2 avril 1969, 12 Black Panthers furent arrêtés avant l'aube lors de raids policiers commis sans mandat de perquisition. Neuf autres furent interpellés par la suite.
On les accusa d'« association de malfaiteurs en vue de commettre des attentats » (conspiracy), notamment contre le New York Botanical Gardens (jardin botanique de New York), 5 grands magasins, 4 commissariats, la statue de la Liberté, ainsi que la planification d'assassinats de policiers,, etc.
Tous firent l'objet d'une détention préventive, la caution ayant été fixée à la somme de 100 000 dollars pour chacun, somme énorme dépassant celle ordonnée par la suite pour des militants blancs soupçonnés d'avoir organisé des attentats, et inhabituelle pour des accusés dénués de casier judiciaire. Sundiata Acoli eut plus de chance: passant devant un juge plus libéral, sa caution fut fixée à 50 000 dollars, et un collectif créé pour l'occasion, le Computer People for Peace, collecta les fonds nécessaires. Mais lorsque ceux-ci furent présentés au juge John M. Murtagh, siégeant à la Cour suprême de l'État de New York, ce dernier annula tout simplement la caution empêchant toute libération préalable au procès.
Pendant neuf mois, jusqu'à ce que le juge Tyler, de la US District Court, contredise la décision du juge Murtagh, les inculpés furent soumis à une lumière allumée 24 heures sur 24, n'ayant aucun accès à des livres ou journaux de l'extérieur ni n'étant autorisés à parler avec d'autres prisonniers.
Sanford M. Katz, avocat engagé dans le mouvement des droits civiques, fit partie de l'équipe de défense juridique des 21.
Le procès, l'un des plus longs de l'histoire de l'État de New York jusqu'alors, marqua le début de la répression tous azimuts des Black Panthers, en particulier via le programme COINTELPRO du FBI entamé début 1969 (avec notamment l'assassinat de Fred Hampton et d'un camarade en décembre 1969, suivi du meurtre de George Jackson en août 1971 et de plusieurs raids meurtriers). L'acquittement de tous les prévenus, inculpés de 167 chefs d'accusation , au bout d'une délibération du jury de moins de deux-trois heures,, fut un camouflet envers le Manhattan District Attorney Frank Hogan (en) et l'unité de renseignement de la police new-yorkaise, BOSSI, qui avait infiltré le BPP afin de le déstabiliser. Une grande partie des « preuves » reposaient sur le témoignage d'un informateur infiltré lequel avait été diagnostiqué par les psychiatres comme mentalement instable. L'une des autres preuves n'était autre qu'un simple réveil.
Le procès avait coûté 2 millions de dollars à l'État de New York.

## Les déclarations des Panther 21 et leurs relations avec le mouvement social
L'affaire des « Panther 21 » fit l'objet d'une intense campagne populaire de soutien, allant bien au-delà de la seule communauté noire. Allan Siegel, cofondateur de l'agence cinématographique Newsreel, dessina par exemple un poster qui parodiait un poème de Martin Niemöller sur les arrestations du régime nazi :
« Quand ils sont venus pour les Black Panthers... je n'étais pas un Black Panther, alors je n'ai rien fait.

Quand ils sont venus pour les étudiants radicaux... mais je n'étais pas un étudiant radical, alors je n'ai rien fait.

Ensuite ils sont venus pour les manifestants pour la paix (peace marchers); mais je n'avais jamais aimé manifester, alors je n'ai rien fait. »
Le chef d'orchestre Leonard Bernstein, d'origine juive, organisa quant à lui un cocktail dans son duplex de Park Avenue en soutien aux 21. Des Asio-Américains manifestèrent en faveur du BPP lors du procès d'Huey Newton, qui se tenait en 1969 à Oakland (Californie), avec des pancartes Yellow Peril supports Black Power (« le péril jaune soutient le Black Power ») .
Le Weather Underground, groupe blanc anti-raciste, organisa des attentats contre les autorités en protestation contre le procès, avertissant à l'avance des explosions imminentes afin de s'assurer de l'évacuation des lieux et prévenir toute victime humaine. Ainsi, en février 1970, il fit sauter la maison du juge John Murtagh, à New York, chargé du procès. Sam Melville, un militant blanc indépendant, déposa lui aussi une bombe contre le New York City Criminal Courts Building sur Center Street le 12 novembre 1969, où le procès des 21 se tenait. Tout comme les Weathermen, il avait averti de l'explosion imminente afin d'éviter toute victime, et revendiqua l'attentat au nom de la lutte contre l'impérialisme et l'oppression raciale.
Les 21 Panthères critiquèrent cependant le Weather Underground à la suite de son communiqué New Morning, Changing Weather (« Nouveaux matins, Temps changeants ») publié en décembre 1970, après l'explosion accidentelle de Greenwich Village (en) du 6 mars 1970 dans laquelle trois membres du groupe périrent. Les 21 Panthères critiquaient essentiellement la non-reconnaissance par le groupe blanc anti-raciste que les drogues constituaient une « guerre chimique » contre les Afro-Américains et les Chicanos (autant par ses effets d'accoutumance que par les arrestations menées dans le cadre de la « guerre contre la drogue ») ainsi que la décision de ne pas attaquer de personnes, qu'ils considéraient comme un abandon de la lutte armée. La lettre des 21 Panthères publiée en janvier 1971, qui critiquait la persistance du racisme au sein même du mouvement étudiant contre la guerre du Viêt Nam, affirmait néanmoins:
« Nous vous souhaitons de remporter la victoire révolutionnaire dans tout ce que vous entreprendrez. Mais gardez bien cela en mémoire - le degré de coexistence raciale dépendra en grande partie de vos succès. »
Le Weather Underground omit de répondre à cette critique, ce qui fit l'objet d'auto-critiques trois ans plus tard dans son livre Prairie Fire .
La lettre des 21, re-publiée à diverses reprises les années suivantes, critiquait également la direction du BPP, l'accusant d'ignorer ses besoins. Le dirigeant du BPP, Huey Newton, répondit à cette marque d'insubordination par l'expulsion pure et simple des 21 Panthères.
Le 19 mai 1971, quelques jours après l'acquittement des 13 Panthères noires, la Black Liberation Army (BLA) revendiqua la tentative d'assassinat contre deux policiers (Nicholas Binetti et Thomas Curry) qui gardaient le domicile de Frank Hogan (en), le juge chargé du « procès des 21 » . Ce meurtre eut lieu le jour de l'anniversaire de Malcolm X. Le 4 juin 1971, Dhoruba Bin Wahad, l'un des 21, et d'autres Black Panthers furent arrêtés lors du vol à main armée d'un club du Bronx, le Triple O, accusé par le BPP d'être un repaire de dealers. La police déclara que l'arme de Bin Wahad était la même que celle utilisée pour l'attaque des deux policiers, et ce dernier fut ainsi inculpé et jugé coupable, en 1973, de tentative de meurtre. Bin Wahad verra finalement la sentence annulée en mars 1990, ayant été détenu à l'isolement et dans des conditions de privation sensorielle pendant près de 20 ans.